# Eric Hattan

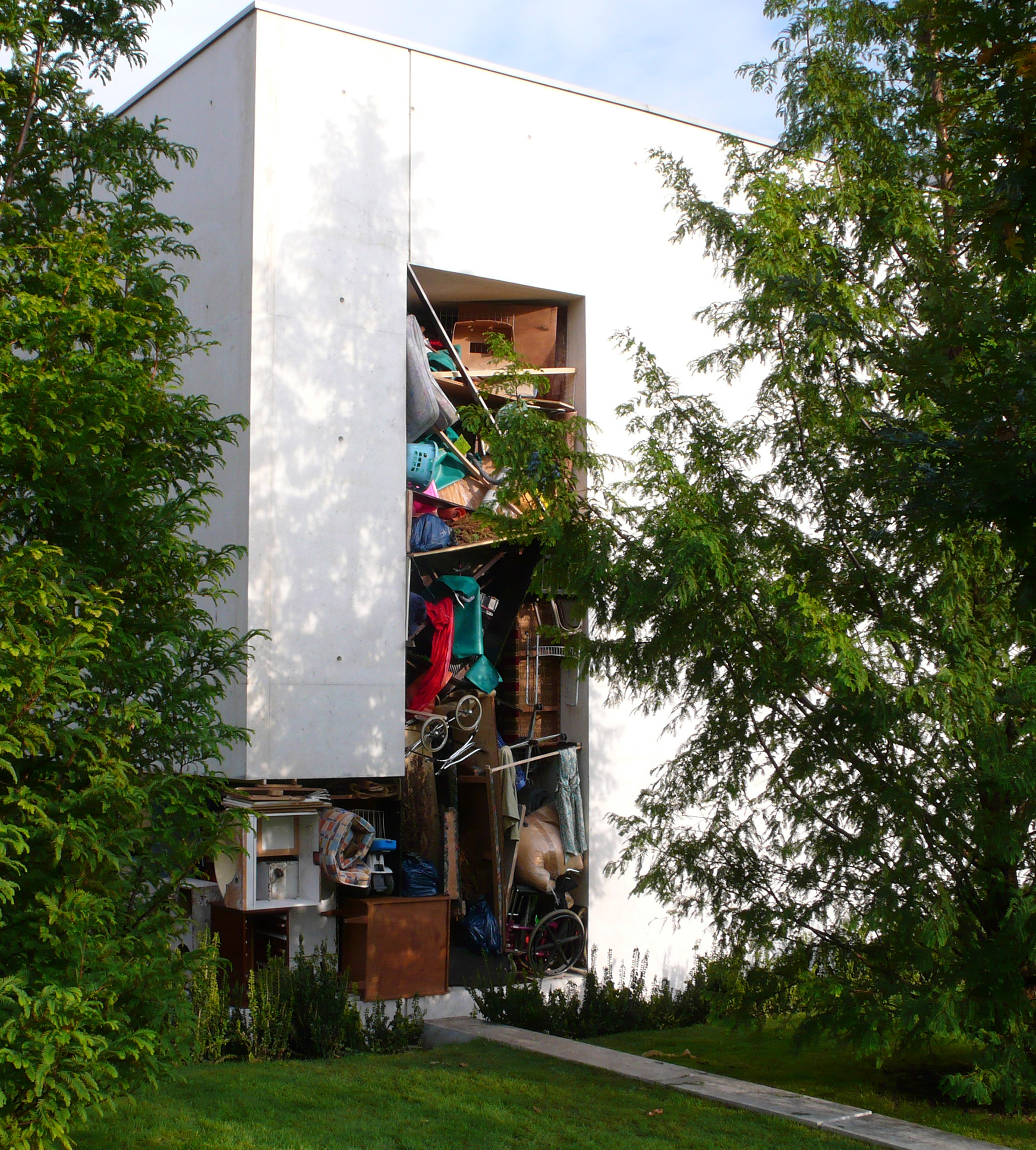
Temporär installiertes Objektensemble, realisiert am 27./28./29. September 2010, MAC/VAL, Vitry-sur-Seine

Eric Hattan (* 10. Oktober 1955 in Wettingen) ist ein Schweizer Konzept-, Video-, Performance- und Installationskünstler.

## Leben
Hattan wuchs in der Region Baden auf. Nach einem Abschluss als Primarlehrer, begann er ein Studium als Zeichnungslehrer an der Kunstgewerbe-Schule in Basel, das er aber nicht abschloss. Interessiert an Gegenwartskunst wurde die Kunsthalle Basel unter der Leitung von Jean-Christophe Ammann zu einem wichtigen Ort der Information. Nach einem ersten Studioaufenthalt in der Cité Internationale des Arts in Paris 1980 hatte er 1981 eine erste Einzelausstellung in St. Gallen. Hattans künstlerischer Werdegang verlief parallel zu seinem frühen Engagement für eine junge Szene von Künstlerinnen und Künstlern in Basel, mit denen er zwischen 1981 und 1995 im selbstorganisierten Projektraum Filiale zahlreiche Ausstellungen und Performances realisierte. Beteiligt waren dort unter anderen auch Silvia Bächli, Beat Wismer, Claudia Spinelli. In dieser Zeit wurde er mit mehreren Preisen und Förderbeiträgen ausgezeichnet, unter anderem zwei Mal mit dem Eidgenössischen Kunststipendium und vier Mal mit Förder- und Werkjahrbeiträgen des Kantons Aargau. Zwischen 1987 und 1998 hatte er mehrere Lehraufträge, u. a. an der Schule für Gestaltung in Basel und der Ecole Supérieure d’Art Visuel in Genf. 1995/96 war er Atelierstipendiat des Bundesamtes für Kultur, Bern im Künstlerhaus Bethanien in Berlin. Hattan verwaltet den Nachlass von Hanna Villiger.
Eric Hattan ist mit Silvia Bächli verheiratet, er lebt und arbeitet in Basel und Paris.

## Werk

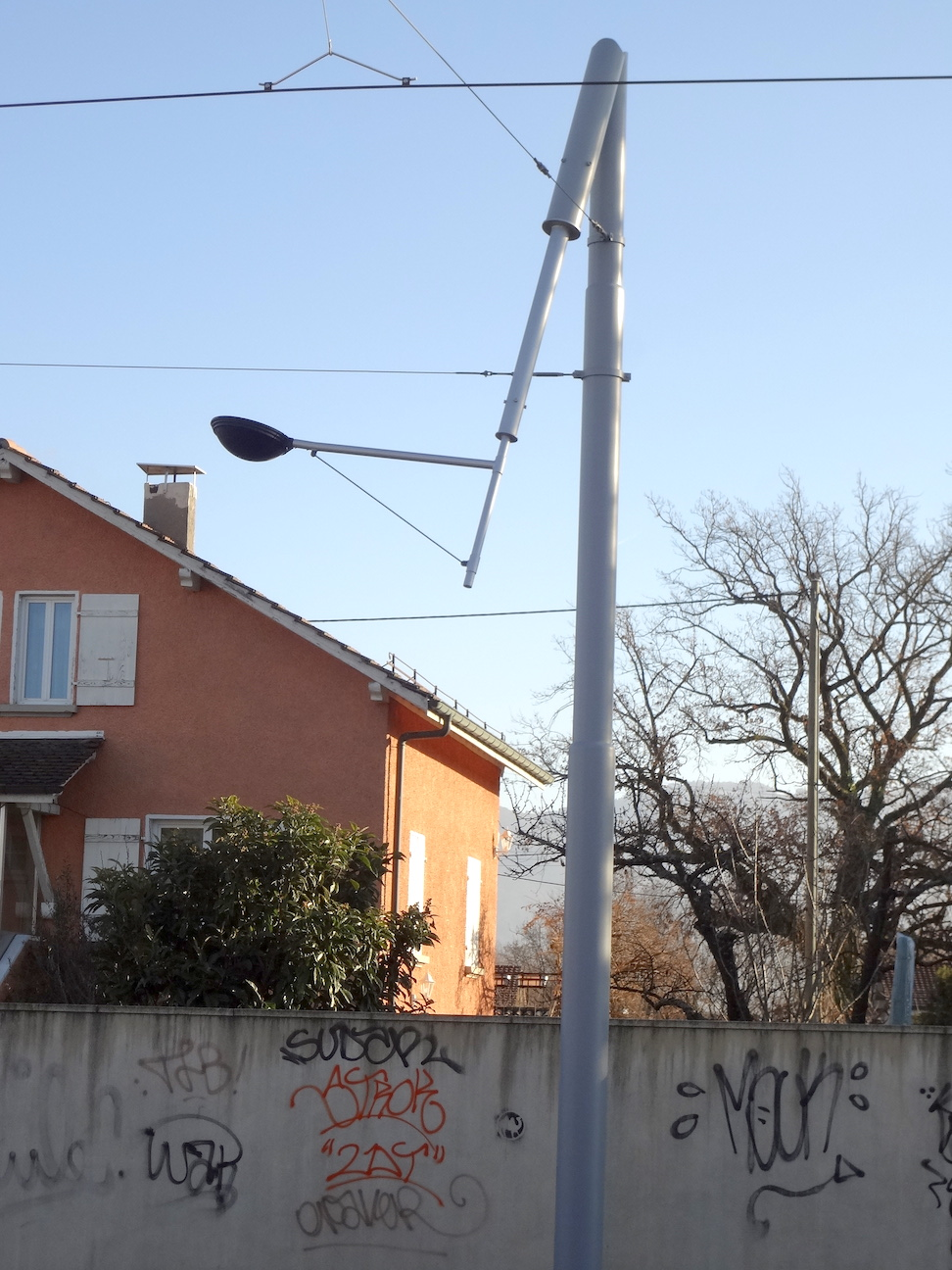
Les jeux sont faits – rien ne va plus – faites vos jeux, Genf, 2014.

Eric Hattan hinterfragt Orte, Architekturen und Situationen des Alltags, indem er ihre Ordnung durchbricht und die vermeintliche Statik der Welt mit spielerischer Ironie unterläuft. Die Um- und Neuordnung von Kleidern, Mobiliar, Sockeln oder Monitoren spielt in seinem Werk eine entscheidende Rolle. Mit der Videokamera richtet Hattan den Blick auf Vorgänge und Ereignisse im urbanen Raum. Auf Streifzügen durch Städte und ihre Randgebiete entdeckt er ein Potential plastischer Grundformen, die seit den 1990er Jahren die eigene installative Arbeit ergänzen. Die phänomenologische Untersuchung alltäglicher Prozesse führt ihn nicht zufällig immer wieder in die Nähe von Baustellen und nicht mehr genutzten Liegenschaften. Hattans meist temporäre Projekte im öffentlichen Raum geben Zeugnis von einer Lust, dem Blick aufs Gewohnte eine plötzliche Wende zu geben.

## Auszeichnungen
- 1985 und 1987: Eidgenössisches Kunststipendium
- 1998: Preis der Basler Zeitung[3]
- 2016: Basler Kunstpreis[4]

## Ausstellungen

### Einzelausstellungen (Auswahl)
- 1990: +/- das halbe Leben, Helmhaus, Zürich
- 2000/2001: Beton liquide, Aargauer Kunsthaus, Aarau / MAMCO Musée d’art moderne et contemporain, Genf
- 2003: Kennen sie DIE? mit Werner Reiterer, Kunsthaus Baselland Muttenz bei Basel; Liquid concrete, Swiss Institute, New York
- 2004: Kunstverein Bremerhaven
- 2005: Echelle, Echec et Réverb, Musée d'art moderne et contemporain, Strasbourg; Vous êtes chez moi, FRAC Alsace, Sélestat
- 2007: Eintagsfliegen, Kunstvereinsheim, Kasseler Kunstverein, Kassel; Eric Hattan, Skopia Art Contemporain, Genève
- 2008: S cul türe Physique, Galerie Hervé Bize, Nancy
- 2009: Carte blanche, MAC/VAL, Val-de-Marne, Vitry-sur-Seine
- 2010: Hinkel, MAP / The Chain, Düsseldorf
- 2011: Schnee bis im Mai mit Silvia Bächli, Kunsthalle Nürnberg
- 2012: Handarbeit, Galerie Weingrüll, Karlsruhe
- 2013: What About Sunday? mit Silvia Bächli, MK Gallery, Milton Keynes
- 2014: Einzelausstellung im FRAC Provence-Alpes-Côte d’Azur, Marseille
- 2019: Chaises musicales, mit Julian Sartorius, Staatliche Kunsthalle Karlsruhe / Musée des Beaux-Arts de Nancy

### Gruppenausstellungen (Auswahl)
- 2002: in capital letters, Kunsthalle Basel, Basel; Art Unlimited, Art 33, Basel
- 2004: situations construites, 10 ans d’attitudes, Attitudes, Genève; So wie die Dinge liegen, Phoenix-Halle, Dortmund
- 2005/2006: Reprocessing Reality, Château de Nyon und MoMA PS1 Contemporary Art Center, New York
- 2007: In Situ, Le Quartier, Centre d'art Contemporain, Quimper
- 2008: Les Ateliers de Rennes, Biennale d’Art contemporain, Rennes; Le printemps de septembre, Espace Beaux-Arts, Toulouse
- 2010: Art Public, Art 41, Basel
- 2011: The Beirut Experience I, Beirut Art Center
- 2012: Nouvelles boîtes!, Kunstmuseum Luzern
- 2013: Les Pleiades 30 ans des FRAC, FRAC Midi-Pyrénées à Toulouse
- 2020: Regionale 21, Kunsthaus Baselland, Muttenz

## Publikationen
- Beton liquide: Eric Hattan - Video, hrsg. vom Aargauer Kunsthaus Aarau und Lars Müller Publishers, Red. Stephan Kunz, mit einem Text von Kathrin Becker (dt./frz./engl.), Baden: Lars Müller, 2000. ISBN 3-907078-29-2
- Ideeavoir: Eric Hattan, hrsg. von Sabine Schaschl-Cooper, Muttenz/Basel: Kunsthaus Baselland, 2003. ISBN 3-906539-12-1
- Eric Hattan: Niemand ist mehr da - Vous êtes chez moi, mit einem Text von Maja Naef und Ralph Ubl (dt./frz./engl.) und einer DVD, Berlin: Holzwarth Publications, 2006. ISBN 978-3-935567-32-9
- Silvia Bächli, Eric Hattan: Schnee bis im Mai, hrsg. von der Kunsthalle Nürnberg, mit Texten von Raphaële Jeune, Michael Semff und Harriet Zilch (dt./engl.), Köln: Snoeck, 2011. ISBN 978-3-940953-77-3